# 川崎市立はるひ野小学校
川崎市立はるひ野小学校（かわさきしりつ はるひのしょうがっこう）は、神奈川県川崎市麻生区はるひ野にある公立小学校。
川崎市立栗木台小学校から校区の一部が分割され、2008年に開校した。

## 沿革
- 2008年（平成20年）
  - 4月1日 - 栗木台小学校の校区の一部が分割し開校。中学部と初等部（小学部）がくっついており、中学部も川崎市立白鳥中学校の一部が分割して開校。
  - 4月4日 - 入校式挙行。
  - 4月7日 - 第1回入学式挙行。
  - 11月22日 - 開校記念式典挙行。
- 2009年（平成21年）3月23日 - 第1回卒業式挙行。
- 2014年（平成26年）
  - 3月 - 麻生小学校から、ことばの教室移転[1]。
  - 4月1日 - E棟使用開始。
- 2017年（平成29年）11月23日 - 開校10周年記念式典挙行[2]。

### この節の出典
- 沿革 - 川崎市立はるひ野小学校・川崎市立はるひ野中学校（学校ホームページ内）

## 通学区域
- 黒川、南黒川、はるひ野一丁目～五丁目

## アクセス
- 小田急電鉄多摩線はるひ野駅（南口）から、徒歩約300m・約5分。

## 学校周辺
- 川崎市立はるひ野中学校 - 同一建物内
- はるひ野黒川地域交流センター - 同一建物内
- 社会福祉法人春献美会くろかわのぞみ保育園 - 敷地が隣接
- 丸山こもれび公園 - 川崎市道をはさんで敷地が隣接
- バディスポーツ幼児園
- はるひ野メディカルヴィレッジ
- 小田急電鉄多摩線はるひ野駅
- この他、緑地や小中規模の公園なども点在する。